# Подымов, Борис Александрович
Бори́с Алекса́ндрович Поды́мов (23 августа [4 сентября] 1866 — 9 февраля 1931) — участник Русско-японской и Первой мировой войн, кавалер ордена Святого Георгия 4-й степени, генерал-майор.

## Биография
Родился 23 августа (4 сентября) 1866 года. Из дворян Подымовых Орловской губернии. Православный. Сын инженер-генерала Александра Дормидонтовича Подымова, старший брат георгиевского кавалера Александра Александровича Подымова.
Образование получил в Тифлисском кадетском корпусе. На службу поступил 18 (30) августа 1884 года. Окончил Николаевское инженерное училище. 11 (23) августа 1886 года выпущен подпоручиком в 1-й Кавказский сапёрный батальон. 11 (23) августа 1890 года получил звание поручика, а 6 (19) мая 1900 года — звание штабс-капитана. Командовал ротой 1 год. 11 (24) августа 1902 года получил звание капитана гвардии, снова командовал ротой 1 год 5 месяцев 24 дня. 7 (20) мая 1904 года получил звание подполковника, в котором участвовал в Русско-японской войне 1904—1905 годов. Был помощником командира сапёрного батальона. 1 (14) июля 1907 года присвоено звание полковника за отличие, в тот же день получил должность командира 6-го саперного батальона. С 24 марта (6 апреля) 1911 года командир лейб-гвардии Сапёрного батальона. 6 (19) декабря 1912 года получил звание генерал-майора. 27 декабря 1912 года (9 января 1913) зачислен в свиту Его Императорского Величества. Участник Первой Мировой войны. В январе 1915 года в том же чине и должности. 30 января (12 февраля) 1915 года награждён орденом Святого Георгия 4-й степени.
11 сентября 1916 года отчислен от должности за болезнью, с зачислением по гвардии, по инженерным войскам и в списки лейб-гвардии сапёрного полка, с оставлением в Свите Его Величества. В апреле—июне 1917 года состоял в резерве чинов при штабе Киевского военного округа. Уволен по болезни 9 июня 1917 года.
Эмигрировал в Италию. Похоронен на некатолическом кладбище для иностранцев Тестаччо в Риме.

## Награды
- Орден Святого Станислава 3-й степени (1897)
- Орден Святой Анны 3-й степени (1902)
- Орден Святого Станислава 2-й степени с мечами (1904)
- Орден Святой Анны 2-й степени с мечами (1905)
- Орден Святого Владимира 4-й степени с мечами и бантом (1905)
- Орден Святого Владимира 3-й степени с мечами (1910)
- Орден Святого Георгия 4-й степени (ВП 30.01.1915)
- Орден Святого Станислава 1-й степени с мечами (ВП 19.02.1915)
- Орден Святого Владимира 2-й степени с мечами (ВП 10.05.1915)
- Орден Святой Анны 1-й степени (ВП 10.05.1915)